# ショーン・ジョンソン (サッカー選手)
ショーン・エヴェレット・ジョンソン（Sean Everet Johnson 、1989年5月31日 - ）は、アメリカ合衆国・ジョージア州リルバーン出身のサッカー選手。トロントFC所属。アメリカ合衆国代表。ポジションはGK。

## 経歴

### 初期
セントラルフロリダ大学のサッカー部でプレーする傍ら、デベロップメントリーグのアトランタ・ブラックホークスでもプレーした。

### クラブ
2010年のMLSスーパードラフトで、4巡目（全体51人目）にシカゴ・ファイアーに指名された。2010年8月1日のロサンゼルス・ギャラクシー戦でプロデビュー。
2016年12月11日、ニューヨーク・シティFCに移籍。

### 代表
ジョンソン自身はアメリカで生まれ育ったが、両親が共にジャマイカ系であるため、アメリカ合衆国代表とジャマイカ代表のいずれかを選ぶ権利を有していた。2008年にかけて年代別ジャマイカ代表の合宿に何度か参加したが、2009年にアメリカ合衆国代表への参加を決断。CONCACAF U-20選手権2009に1試合出場し、2009 FIFA U-20ワールドカップにも控えとして参加した。
2011年1月22日、チリ代表とのフレンドリーマッチで、ハーフタイムから途中出場しフル代表デビューを果たした。
2012年ロンドンオリンピックのサッカー競技・北中米カリブ海予選ではビル・ハミードの負傷に伴い、エルサルバドル戦に出場した。

## 代表歴

### 出場大会
- アメリカ代表
  - 2022 FIFAワールドカップ

### 試合数
- 国際Aマッチ 13試合 0得点（2011年-）[9]

| アメリカ代表 | 国際Aマッチ | 国際Aマッチ |
| 年           | 出場        | 得点        |
| ------------ | ----------- | ----------- |
| 2011         | 1           | 0           |
| 2012         | 1           | 0           |
| 2013         | 2           | 0           |
| 2014         | 0           | 0           |
| 2015         | 1           | 0           |
| 2016         | 0           | 0           |
| 2017         | 0           | 0           |
| 2018         | 0           | 0           |
| 2019         | 3           | 0           |
| 2020         | 1           | 0           |
| 2021         | 0           | 0           |
| 2022         | 1           | 0           |
| 2023         | 3           | 0           |
| 通算         | 13          | 0           |

## タイトル

### クラブ
ニューヨーク・シティFC
- MLSカップ: 2021

### 代表
アメリカ合衆国代表
- CONCACAFゴールドカップ: 2013, 2017, 2021

### 個人
- MLSカップ最優秀選手賞: 2021